# 三浦初美
三浦 初美（みうら はつみ、1985年3月12日 - ）は、日本の女性タレント、歌手である。ワタナベエンターテインメントに所属していた。
秋田県出身。血液型O型。

## 来歴
秋田県秋田市出身。
ミュージカル『赤毛のアン』全国アンサンブルダンサーとしてオーディションで抜擢。
千秋楽でスカウトされワタナベエンターテインメントに所属。(同期中川 翔子)
所属3ヶ月でレギュラーのテレビ番組が決まり2005年にテレビデビュー。
現在 テレビ東京 人気番組やりすぎコージー（当時「やりにげコージー」）のレギュラーとして今田耕司、東野幸治のアシスタントMCに抜擢
番組は今田、東野、三浦がMCで毎週ゲストを紹介。
くすぶっている芸人を紹介するコーナーで東野幸治に「出てほしい芸人はいるか?」と聞かれ
「ダウンタウンさんとか」と話す天然ぶりが話題となり今田耕司に叩かれ突っ込まれるキャラとなった。
東野幸治に番組中美声を指摘され番組のナレーターとしても活躍。
2006年フジテレビ「アイドル魂」(司会はアンタッチャブル)では秋田の民謡を歌いながら特技のバトンを金網棒で披露。井森美幸に「同じにおいがする」と指摘される。
地元秋田が舞台となった『釣りバカ日誌』に出演。得意な秋田弁を使い地元の高校生役として出演
2006年に『COACH☆』で歌手デビュー。
ポジション。センター。
テレビ東京アニメ『涼風』の主題歌を歌うとともに声優としても活躍。
COACH☆として週刊少年マガジンの巻頭ページに登場。
ホリプロスカウトキャラバン最終5人に選ばれたことにより芸能界を目指す。その代の準グランプリは綾瀬はるか。

## 人物
- 特技：ジャズダンス・バトントワリング・書道・バレエ
- 資格

　ダンス講師

## 出演

### テレビ番組
- やりにげコージー初代MC（テレビ東京）
- OUT★PUT（テレビ東京）
- 情報新惑星（BS日テレ）
- アイドル魂（フジテレビ）

### C M
- エースコック大盛りカップ焼きそば（テーマソング:忌野清志郎「jump」）

### テレビアニメ
- 涼風（2005年） - 松本恵美 役

### 映画
- 釣りバカ日誌15 ハマちゃんに明日はない!?（2004年）

### ミュージカル
- ギャラクシーエンジェル Re-MIX（2005年） - コルン 役